# 遊び庭
『遊び庭（あしびなー）』は、前川守賢による代表的な新沖縄民謡である。
ウチナーグチ（沖縄語）で歌われており、民謡・エイサー・島唄の枠を越えて広く親しまれている楽曲である。
琉球音階を用いた旋律、庶民的で親しみのあるウチナーグチの歌詞、そして心地よい囃子言葉が特徴であり、沖縄音楽のスタンダードの一つとして位置付けられている。題名の「遊び庭」は、唄三線や村芝居、奉納芸能などを行う広場を指す語で、地域の祭祀と娯楽の中心地でもあった。